# Forsamål
Forsamål är den dialekt som talas/talades i Forsa socken, Hälsingland. Idag (2007) finns det bara ett litet fåtal som behärskar det som brukar kallas genuint forsamål.
Forsamålet är vad man kan kalla en övergångsform mellan svealändska och norrländska mål. Det uppländska inslaget visar sig bland annat i ändelser. Exempel på detta är att ordet katt i bestämd form pluralis heter "kattene". I de hälsingemål som kallas rent norrländska, heter motsvarande form "katten" med grav accent, eller "kattan". Dock är Forsamålet långt ifrån ensam inom Hälsingemålen om flera av dessa ord, som exempel "kattene" som flera andra lokala Hälsingemål/socknar också använder. 
Ett specifikt drag i målet är bland annat att när en mängd andra hälsingemål har ö-ljud, har forsamålet i stället å-ljud. 
Exempel: 
```
   akkurat - precis
   fäx - ladugård
   vôrg (Ibland även dôrg) - spindel
   trått - trött
   stråmming - strömming 
   mjålk - mjölk  
   vrensk - hingst
   spräg - rödblommig
   når - när
   vårste - blivit
   stugge - stuga
   stuggo - stugan
   skatte - skata
   Ohögsam - mörkrädd
   föga - "det menar du inte"
```

Exempel på talat forsamål
Gu' va ja hårsa når ja komma tä Forsa – Gud vad jag skrattade när jag kom till Forsa 